# ТЭ10
ТЭ10 (тепловоз с электрической передачей, тип 10) — семейство советских тепловозов с секционной мощностью 3000 л. с., выпускавшихся в общей сложности с 1958 по 2007 годы, то есть на протяжении полувека. Конструкция тепловоза ТЭ10 была разработана на Харьковском заводе транспортного машиностроения, но с 1960 года выпуск его модификаций наладил у себя Луганский (Ворошиловградский) тепловозостроительный завод, причём конструкция была настолько изменена, что это был уже фактически другой локомотив. Преимущественно тепловозы серии ТЭ10 выпускались в двухсекционном грузовом исполнении, но также было построено пять с половиной сотен пассажирских односекционных локомотивов (ТЭП10 и ТЭП10Л). Всего было построено 19 183 секции тепловозов ТЭ10 всех модификаций. Из них 339 секций выпустил Харьковский завод, а 18 784 секции — Луганский (Ворошиловградский).

## История производства и модификации

### Количественные данные по выпуску тепловозов
| Название     | Годы выпуска | Количество |
| ------------ | ------------ | ---------- |
| 2ТЭ10 (ТЭ12) | 1960—1963    | 19         |
| 2ТЭ10Л       | 1961—1977    | 3192       |
| 2ТЭ10В       | 1975—1981    | 1898       |
| 2ТЭ10М       | 1978-2007    | 3688       |
| 2ТЭ10МК      | 1981         | 20         |
| 2ТЭ10Г       | 1988         | 2          |
| 2ТЭ10С       | 1988         | 3          |
| 2ТЭ10У       | 1989-2007    | 565        |
| 2ТЭ10УТ      | 1989—1997    | 100        |
| 2ТЭ10УП      | 1991         | 1-2        |
| 3ТЭ10М       | 1978-1987    | 639        |

### Тепловозы Харьковского завода

#### ТЭ10
В 1957—1958 годах на харьковских заводах «Электротяжмаш» и Харьковский завод транспортного машиностроения под руководством А. А. Кирнарского был спроектирован односекционный тепловоз мощностью 3000 л. с. против 2000 л. с. у секции тепловоза ТЭ3, с незначительно большей массой. Создание такого тепловоза было новым явлением не только для СССР, но и для зарубежных стран — ТЭ10 был на тот момент самым мощным односекционным тепловозом в мире. Это стало возможным в результате проведения множества теоретических и экспериментальных исследований и внедрения новых конструктивных решений. Наибольшие затруднения возникли в процессе разработки нового двенадцатицилиндрового дизеля 9Д100 повышенной экономичности на базе дизеля 2Д100, а также при создании ходовой части тепловоза с малой массой и улучшенными тормозными и динамическими характеристиками. Создание же дизеля 10Д100 на многие годы определило направления отечественного тепловозостроения. Большой вклад в его создание внесли работники отдела 60Д и опытного цеха 500 Б. Н. Струнге, В. В. Аринкин, Н. П. Синенко, А. М. Скаженин и многие другие.
Также целью проектирования была разработка усовершенствованной схемы электропередачи и надёжных в эксплуатации электрических машин для нового тепловоза.
Первый тепловоз новой конструкции, получивший обозначение ТЭ10-001 («Харьков»), был выпущен в ноябре 1958 года. С 1958 по 1961 год Харьковский завод изготовил 26 локомотивов данной серии.
Имея значительно меньший вес по сравнению с двухсекционным тепловозом ТЭ3, тепловоз ТЭ10 мог успешно заменять паровозы, работавшие одиночной тягой. Высокие технико-экономические показатели тепловоза ТЭ10 и его роль в развитии отечественного железнодорожного транспорта были отмечены Дипломом ВДНХ I степени, Большой золотой медалью ВДНХ, а активные участники его создания медалями ВДНХ: А. Е. Смольянинов, А. А. Кирнарский, Б. Н. Струнге, Н. А. Тертычко и др.
Первый тепловоз серии ТЭ10 имел следующие характеристики:
- служебная масса — 138 т;
- запас топлива — 5500 л;
- запас масла — 1450 л;
- запас воды — 1500 л;
- запас песка — 520 кг;
- скорость длительного режима — 25 км/ч;
- конструкционная скорость — 100 км/ч.

Помимо тепловозов непосредственно серии ТЭ10, тепловозостроительные заводы изготавливали и ряд её модификаций (двухсекционные и пассажирские). Практически все они оснащались дизелями 10Д100.

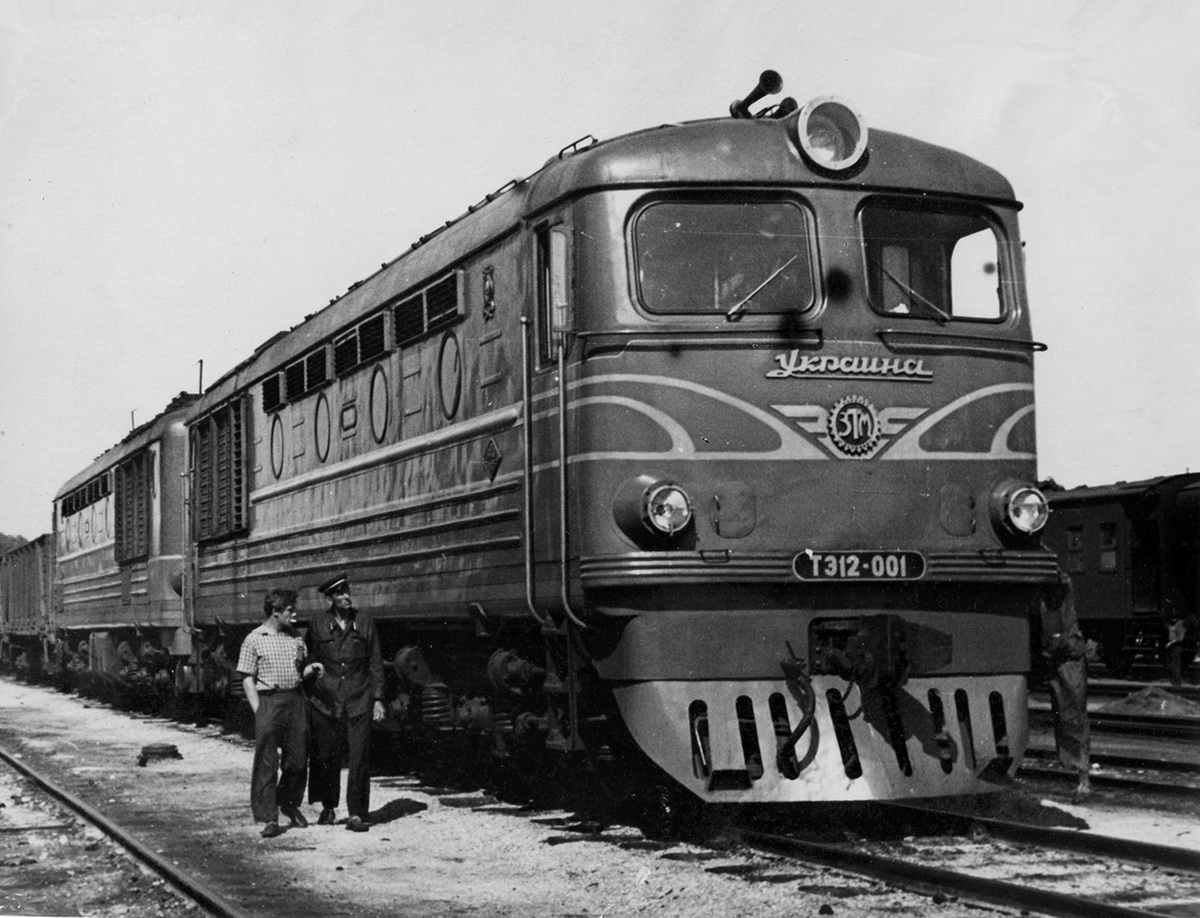
ТЭ12-001, позже переобозначенный как 2ТЭ10

#### 2ТЭ10
В 1960 году ХЗТМ выпустил на базе ТЭ10 двухсекционный тепловоз, он был обозначен серией ТЭ12 «Украина», однако МПС рекомендовало для серии обозначение 2ТЭ10 «Украина», ввиду незначительных конструктивных отличий от серийного односекционного ТЭ10 «Харьков».
Тепловоз представляет собой две постоянно сцепленные секции ТЭ10, у которых со стороны холодильника кабины машиниста были превращены в переходный тамбур между секциями. Тепловоз был оборудован тяговыми двигателями ЭДТ-340Г, передаточное отношение редуктора — 68:15.
После проведённых испытаний Харьковский завод в 1961—1963 годах построил ещё 18 тепловозов серии 2ТЭ10 с тяговыми двигателями ЭД-140 и передаточным отношением редукторов 69:14.

#### ТЭП10

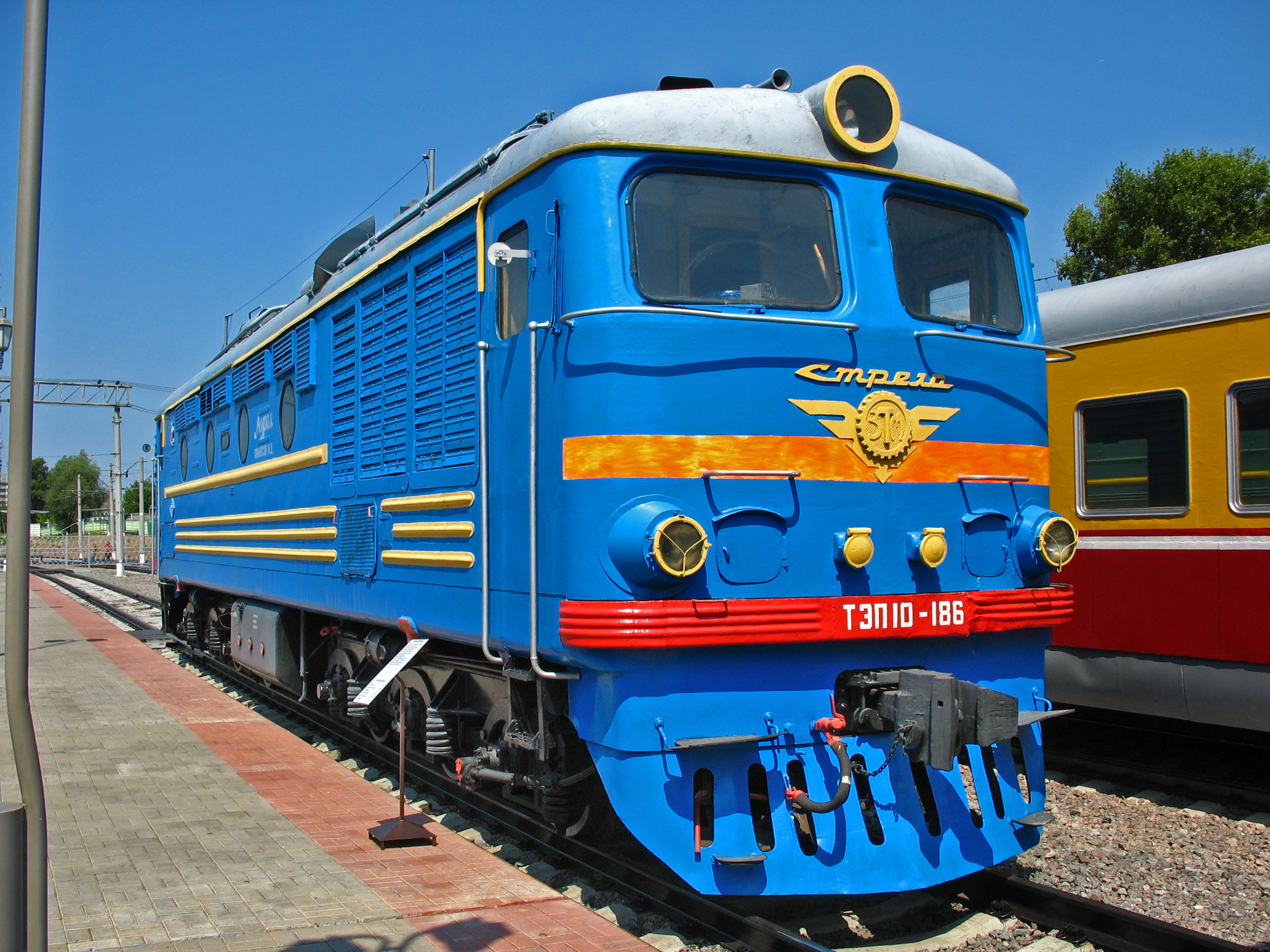
ТЭП10-186 в музее железнодорожной техники Рижского вокзала Москвы

Тепловозы ТЭП10, первоначально носившие обозначение ТЭ11 и получившие именное обозначение «Стрела», представляли собой модификацию ТЭ10 для вождения пассажирских поездов. Конструктивно они почти не отличались от базовой модели, за исключением уменьшенного передаточного отношения тягового редуктора для повышения скорости движения в ущерб силе тяги.
С 1960 по 1968 год Харьковский завод выпустил 335 тепловозов этой серии. Некоторые ТЭП10 выпускались с различными модификациями тягового электродвигателя ЭД-140, а более поздние тепловозы оснащались унифицированными ТЭД ЭД-107, предназначенными также для установки на маневровые тепловозы ТЭМ2 и другие тепловозы серии ТЭ10. Масса тепловоза составляла 129 т.

### Тепловозы Луганского завода
В дальнейшем на базе серии ТЭ10 Харьковского завода собственную линейку тепловозов разработал Луганский тепловозостроительный завод. Несмотря на схожесть в обозначении серии, в конструкцию этих локомотивов по сравнению с изначальными ТЭ10 были внесены радикальные изменения, в результате чего по сути были созданы не модификации, а новое семейство тепловозов. В отличие от тепловозов ТЭ10 Харьковского завода, которые были созданы как одиночные локомотивы с несущим кузовом, тепловозы семейства ТЭ10 Луганского завода изначально были созданы как двухсекционные на несущей раме и не имели кабины управления со стороны холодильника, а кузова секций были сокращены в длине. В дальнейшем у некоторых серий появились трёхсекционные и четырёхсекционные модификации. Разные серии этих тепловозов отличались друг от друга формой лобовой части кабины машиниста и рядом других изменений, однако все они имели дизели семейства 10Д100.

### 2ТЭ10Л

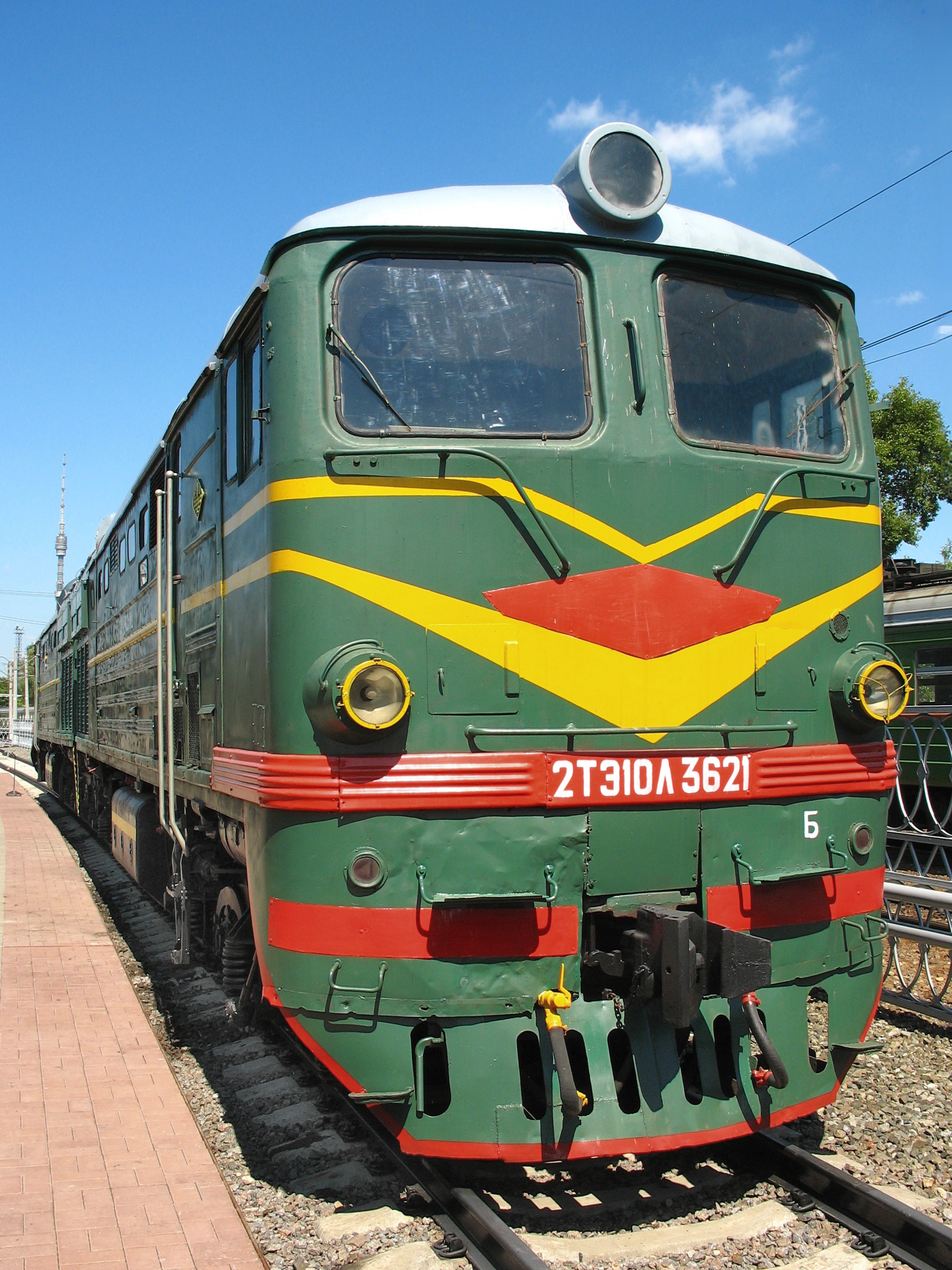
2ТЭ10Л-3621 в Московском МЖТ, 2007

С октября 1961 года выпуск тепловозов серии 2ТЭ10 начал Ворошиловградский завод, при этом в конструкцию 2ТЭ10 Харьковского завода были внесены радикальные изменения. Так, компоновка стала рамной, как у ТЭ3, длина секции уменьшилась почти на полтора метра. Серия получила наименование 2ТЭ10Л — луганский, а впоследствии прозвище «Луганка».
Основным отличием 2ТЭ10Л от 2ТЭ10 стал переход от несущего кузова к несущей раме с широкой унификацией с выпускавшимся на заводе тепловозом ТЭ3, причем уменьшилась на 1641 мм длина секции по автосцепкам и почти на 1,5 тонны уменьшилась масса секции. Тяговые параметры остались такими же, как у тепловозов 2ТЭ10.
Запасы топлива и песка возросли до 2×6300 кг и 2×1000 кг соответственно. Служебная масса составила 255,6 т. Скорость длительного режима — 24 км/ч, конструкционная скорость — 100 км/ч. На тепловозе использован автоматический пуск дизелей (через реле времени) и реализована возможность перехода машиниста между кабинами без остановки дизелей.
В ходе выпуска в конструкцию вносилось множество изменений, связанных с электрическими схемами, с переходом с ТЭД ЭД-104А на ЭД-107, а затем на ЭД-118А (также производства Харьковского завода «Электротяжмаш»), с изменением конструкции колёс, кабины и т. п.
Тепловозы 2ТЭ10Л изготавливались по 1977 год включительно. Всего было выпущено 3192 тепловоза данной серии. Эксплуатировались эти локомотивы на более чем десяти железных дорогах страны, успешно заменяя менее мощные ТЭ3.
С 1993 по 1998 года в России происходило массовое списание 2ТЭ10Л по приказу МПС. В России до 2006 г. «луганки» оставались на Горьковской железной дороге в депо Муром и Агрыз. Также их было много в республиках Средней Азии, особенно в Туркменистане и Таджикистане, а также в Молдове.

### ТЭП10Л

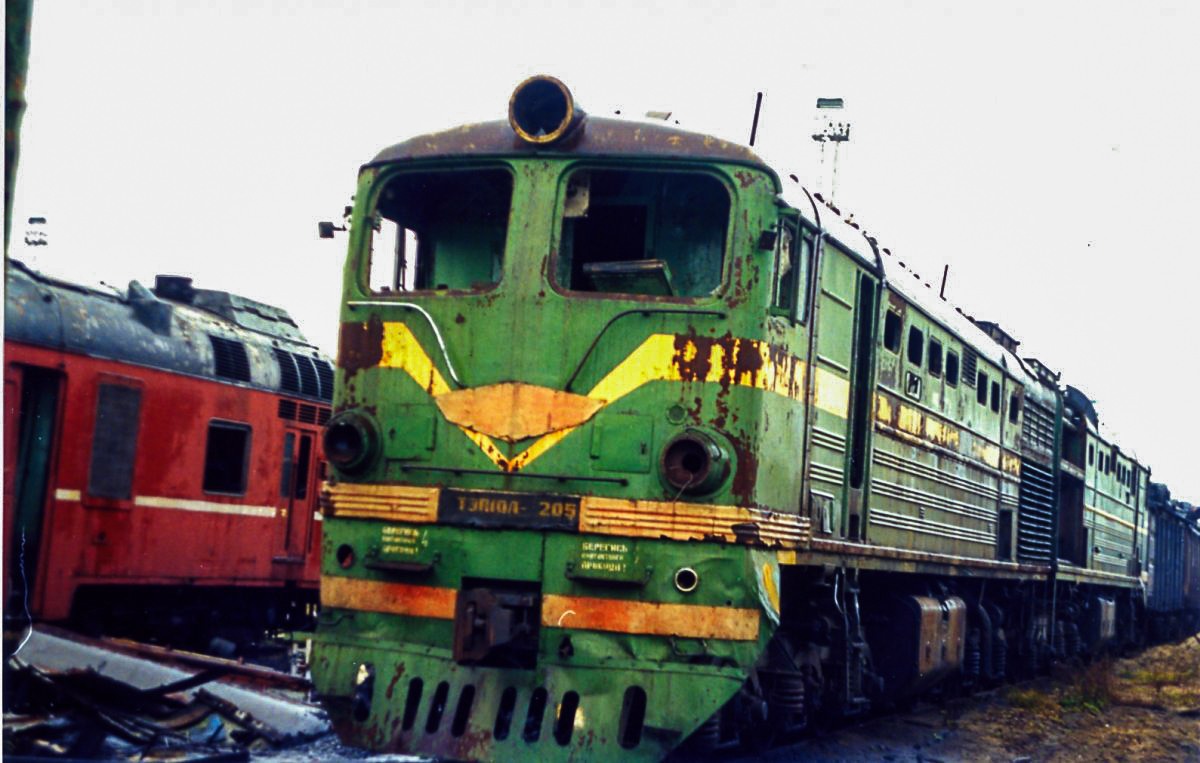
ТЭП10Л-042 под номером 205 в депо Узловая

Односекционный однокабинный пассажирский вариант тепловоза 2ТЭ10Л, изготавливавшийся Ворошиловградским (Луганским) тепловозостроительным заводом c 1964 по 1967 год. Всего было построено 218 таких локомотивов.
От секции тепловоза 2ТЭ10Л тепловоз ТЭП10Л отличался передаточным числом редуктора (таким же, как у ТЭП10 — 63:20), а также наличием тормозных приборов пассажирского типа.
Вторая кабина машиниста отсутствовала в целях сохранения унификации с кузовом 2ТЭ10Л. Это приводило к необходимости поворота тепловоза на конечных станциях. Два тепловоза ТЭП10Л могли работать по системе двух единиц, так же, как секции 2ТЭ10Л, позволяя водить особенно тяжелые поезда и не требуя поворота на конечных станциях.
Тяговые параметры тепловозов серии ТЭП10Л не отличались от параметров ТЭП10 Харьковского завода.
На 1 января 1976 года тепловозы серии ТЭП10Л работали на Московской, Северной, Одесско-Кишинёвской и Казахской железных дорогах.

### 2ТЭ10В

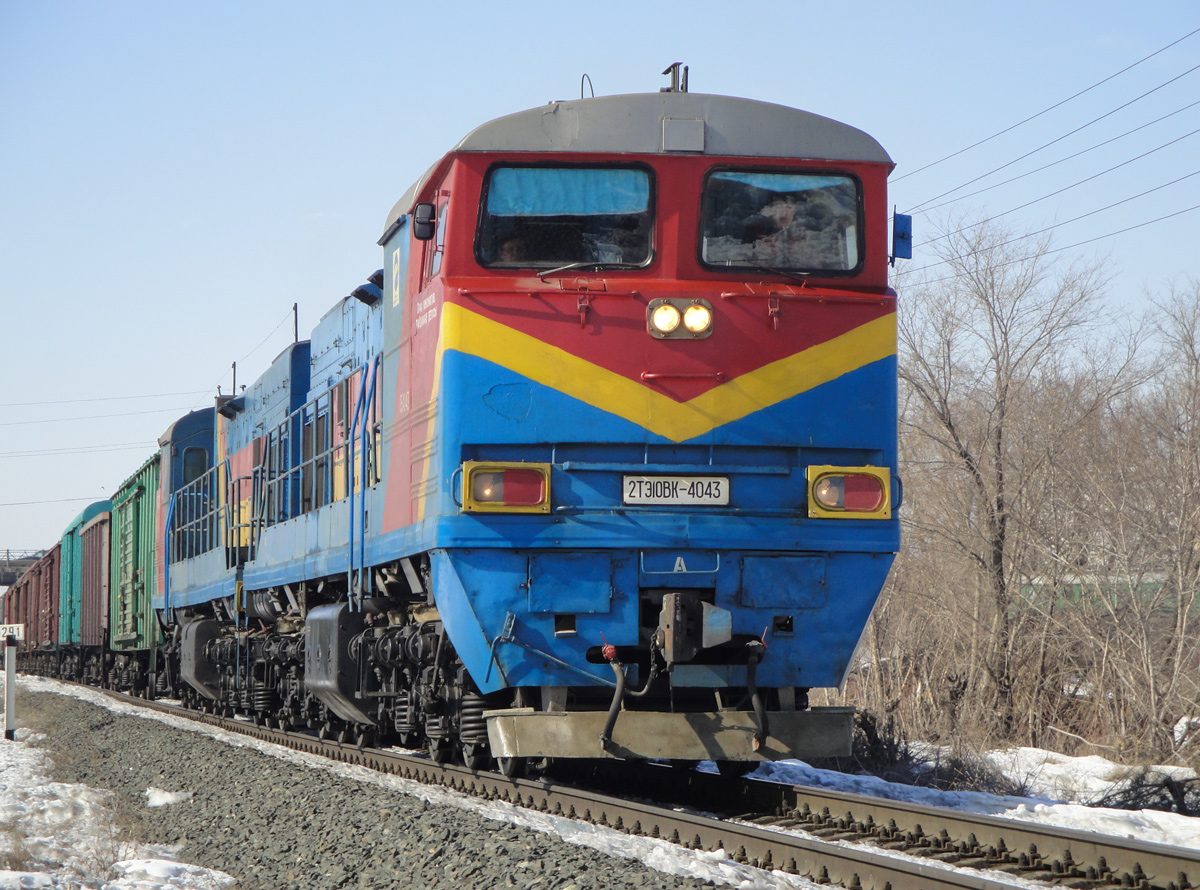
Модернизированный тепловоз 2ТЭ10ВК-4043

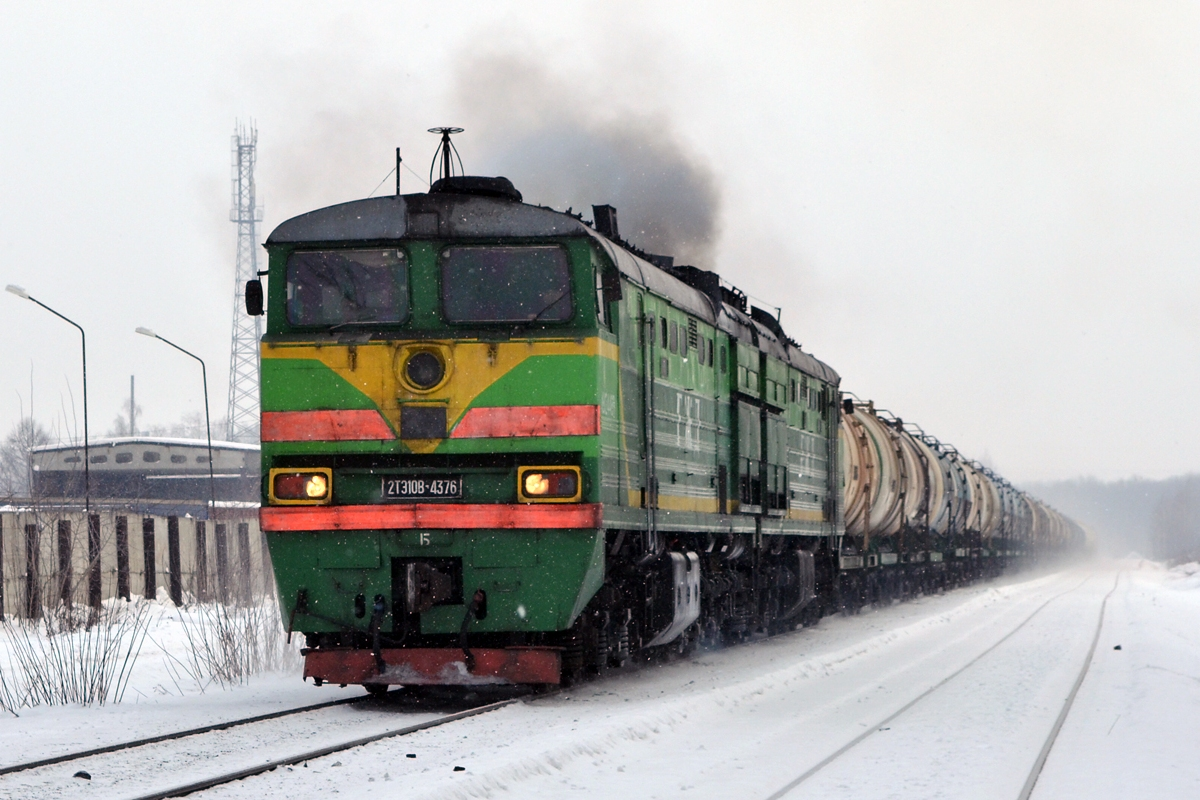
2ТЭ10В-4376 с грузовым поездом на перегоне Йошкар-Ола - Аксаматово

В 1975 году Ворошиловградский завод (так в то время назывался Луганский завод) параллельно с выпуском 2ТЭ10Л начал строить ещё одну модификацию тепловозов 2ТЭ10 — 2ТЭ10В. Основные узлы нового тепловоза были аналогичны таковым у серии 2ТЭ10Л. Но этот тепловоз, как и все последующие тепловозы серий 2-, 3- и 4ТЭ10, оснащался бесчелюстными тележками и унифицированную кабину с пультом и контроллером, ставившуюся также на 2ТЭ116. Двухмашинный агрегат вынесен из-под пола кабины в пространство между полом и аппаратными камерами.
ТЭД-ы устанавливались с тележками 2ТЭ116, серии ЭД-118А. Масса нового тепловоза в служебном состоянии, в основном из-за добалластировки, увеличилась до 2×138 т. Сила тяги и скорость (24,7 км/ч) длительного режима такие же, как у 2ТЭ10Л с передаточным отношением редуктора 75:17. Конструкционная скорость также равна 100 км/ч.
Всего с 1975 по 1981 годы завод выпустил 1898 локомотивов серии 2ТЭ10В, их нумерация продолжала нумерацию 2ТЭ10Л. Также в 1978 году был построен один трёхсекционный вариант тепловоза — 3ТЭ10В.

### 2ТЭ10М, 3ТЭ10М, 4ТЭ10С и 2ТЭ10МК

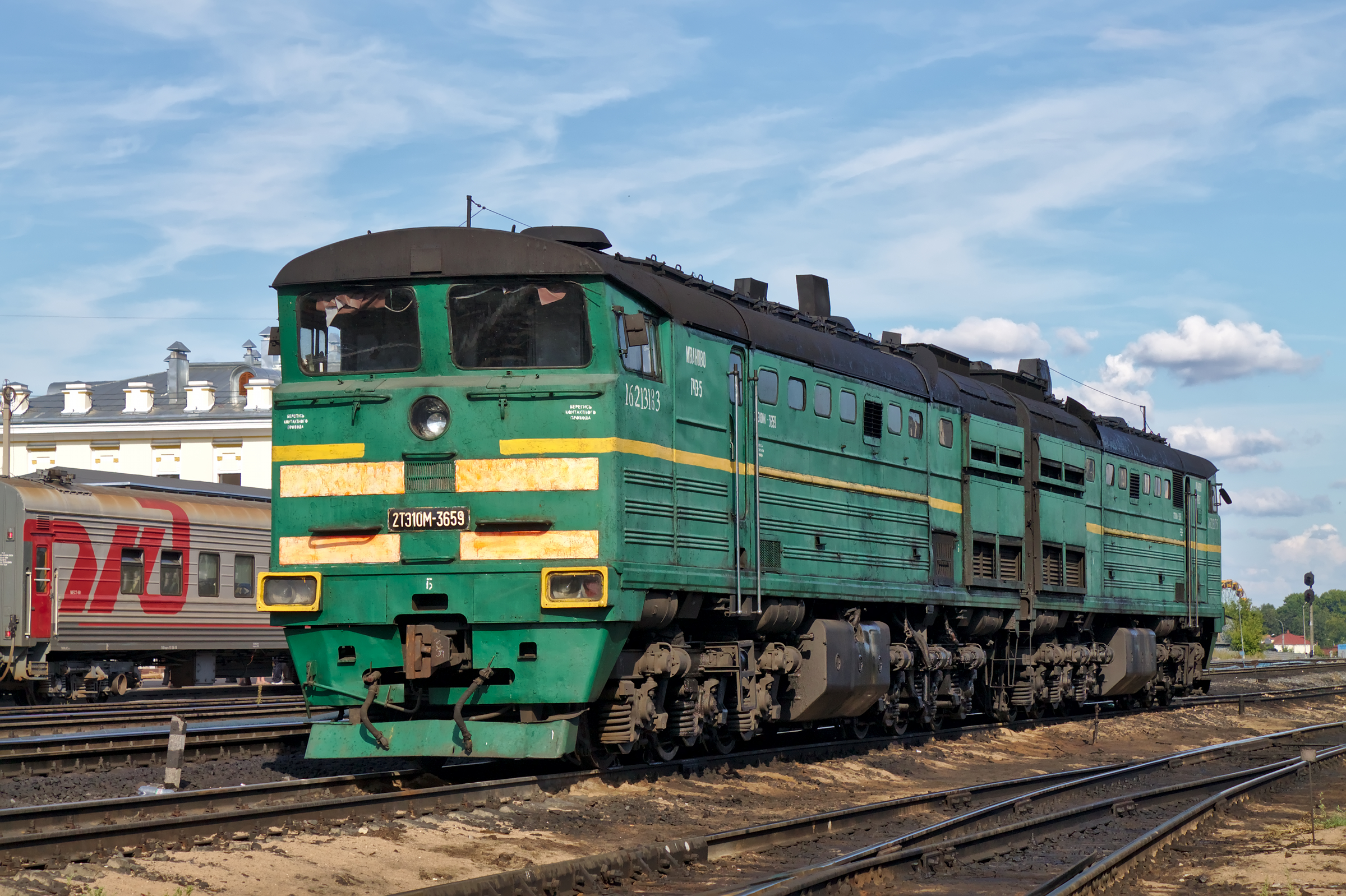
2ТЭ10М-3659 на станции Рыбинск-пассажирский

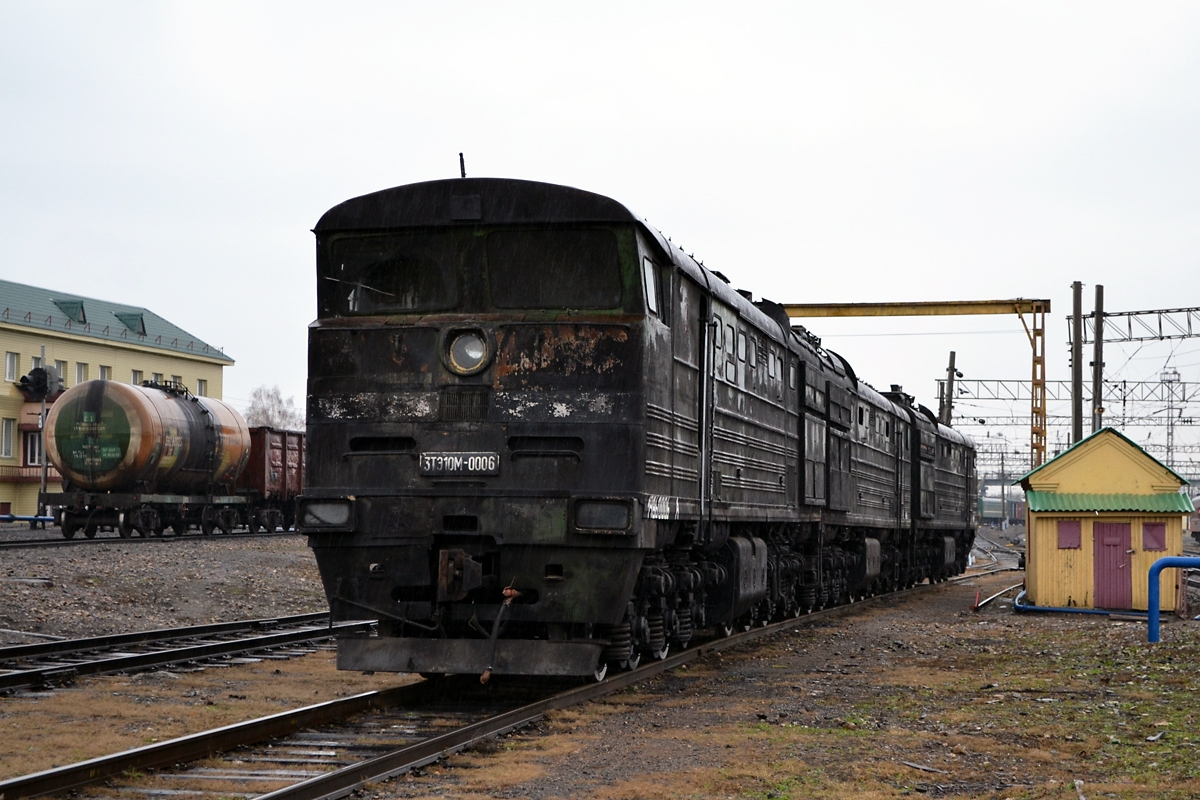
3ТЭ10М-0006 на станции Юдино

Всего с 1981 года Ворошиловградский завод изготовил 3513 двухсекционных тепловоза серии 2ТЭ10М и 639 трёхсекционных тепловоза серии 3ТЭ10М, являвшихся дальнейшей модернизацией 2ТЭ10В.
Основные отличия тепловозов серии 2ТЭ10М и 3ТЭ10М от 2ТЭ10В:
- возможность управления тремя секциями тепловоза с одного пульта;
- возможность переводить одну или две ведомые секции в режим холостого хода с выводом дизеля на обороты 8-й позиции (для более быстрой накачки воздуха компрессором или охлаждения без нагрузки, так как обороты вентилятора холодильника напрямую зависят от оборотов дизеля);
- увеличено число приборов на пульте управления. Сигнальные лампы вынесены с пульта на установленную над правым боковым окном панель;
- в цепях управления увеличено число цепочек диод-резистор (шунтирующих устройств катушек аппаратов) для исключения перенапряжения при выключении цепей;
- электрическое управление отпуском тормозов;
- наличие цепей управления, управляющих адсорбционным осушением сжатого воздуха, поступающего в главные резервуары;
- три розетки межсекционных соединений;
- изменённая конструкция штепсельных разъёмов между АКБ некоторых секций;
- минусовые штепсельные разъёмы в аппаратных камерах и на пульте управления для облегчения поиска неисправностей в схеме;
- переговорное устройство между кабинами секций;

Средняя секция оборудована только пультом для маневровых работ и вспомогательным тормозом и не используется отдельно для вождения поездов, так как не имеет приборов безопасности (скоростемера, АЛСН, ЭПК) и крана управления тормозами поезда.
В 1981 году завод выпустил партию из 20 локомотивов серии 2ТЭ10МК, отличавшихся тем, что на них устанавливались дизели 5Д49 Коломенского тепловозостроительного завода (как и на тепловозах 2ТЭ116) вместо дизелей 10Д100, использовавшихся на остальных тепловозах серии ТЭ10. Впоследствии, в основном в 2000-х гг., при капремонтах на Уссурийском ЛРЗ дизели 10Д100 массово заменялись на 5Д49 также с присвоением тепловозам индекса «К».
Ряд тепловозов серий 2ТЭ10М и 2ТЭ10МК в дальнейшем переоборудовались в трёхсекционные варианты 3ТЭ10М и 3ТЭ10МК с присвоением индекса «О» (например, 2ТЭ10М в результате становился 3ТЭ10МО).
С 1983 года строились тепловозы 4ТЭ10С, специально рассчитанные на высокую грузонапряжённость и эксплуатацию в условиях Байкало-Амурской магистрали. Локомотивы с бортовыми номерами 4ТЭ10С от 0001 до 0025 в данный момент находятся в эксплуатации на Дальневосточной ЖД. Депо приписки ТЧЭ-11 Тында, ТЧЭ-13 Новый Ургал и ТЧЭ-14 Комсомольск, на всех машинах при капремонтах установлены дизели 5Д49.

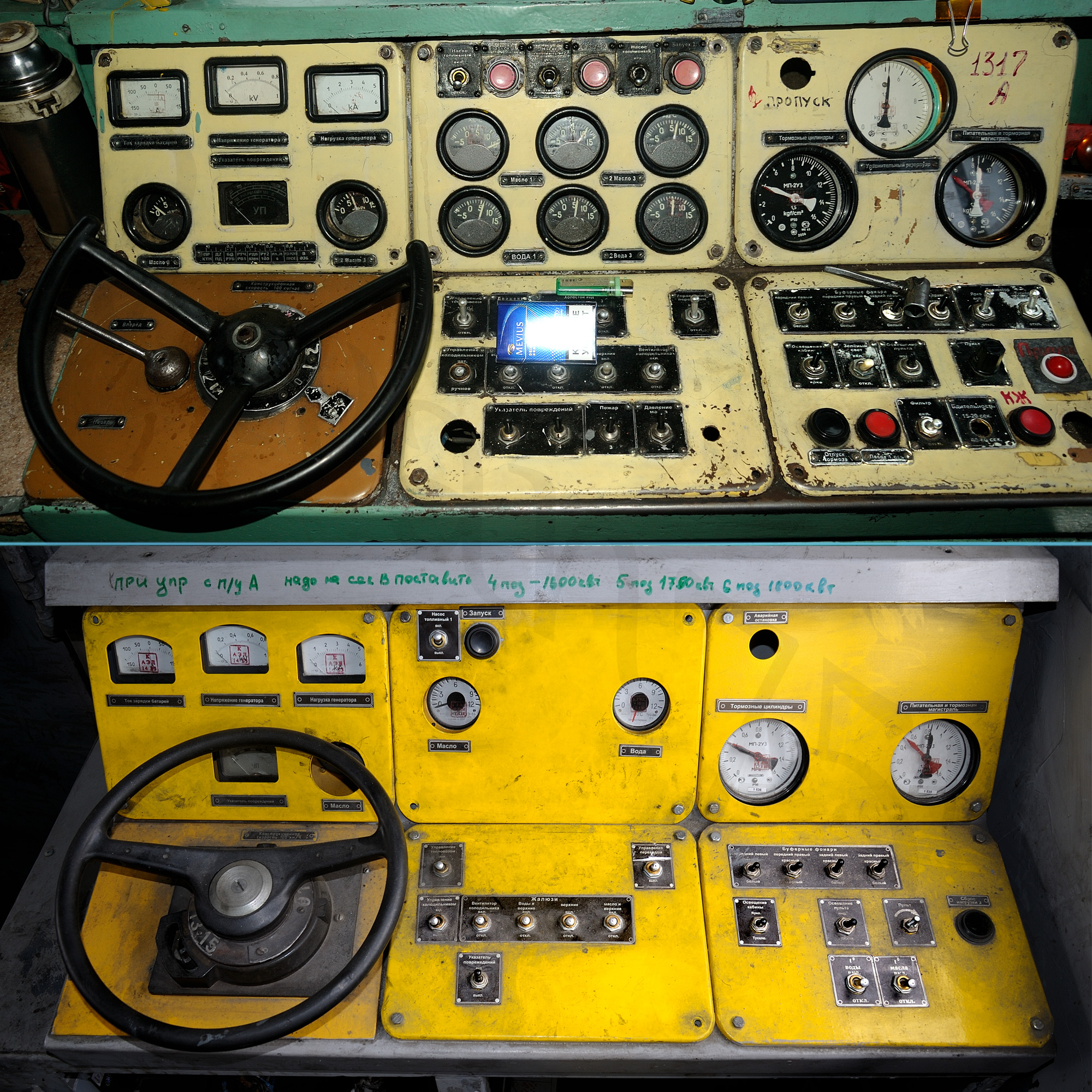
Пульты головной и средней секций 3ТЭ10МК
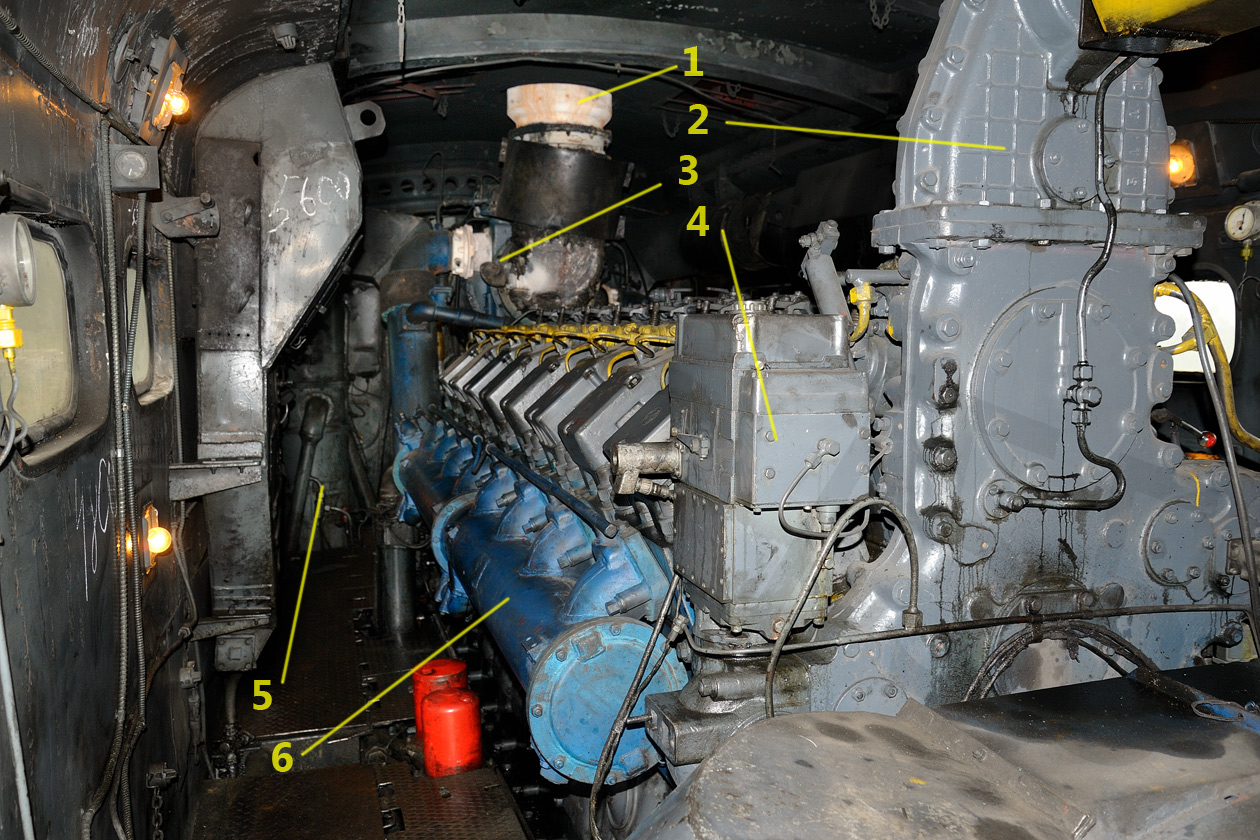
Дизель 5Д49 на 3ТЭ10МК
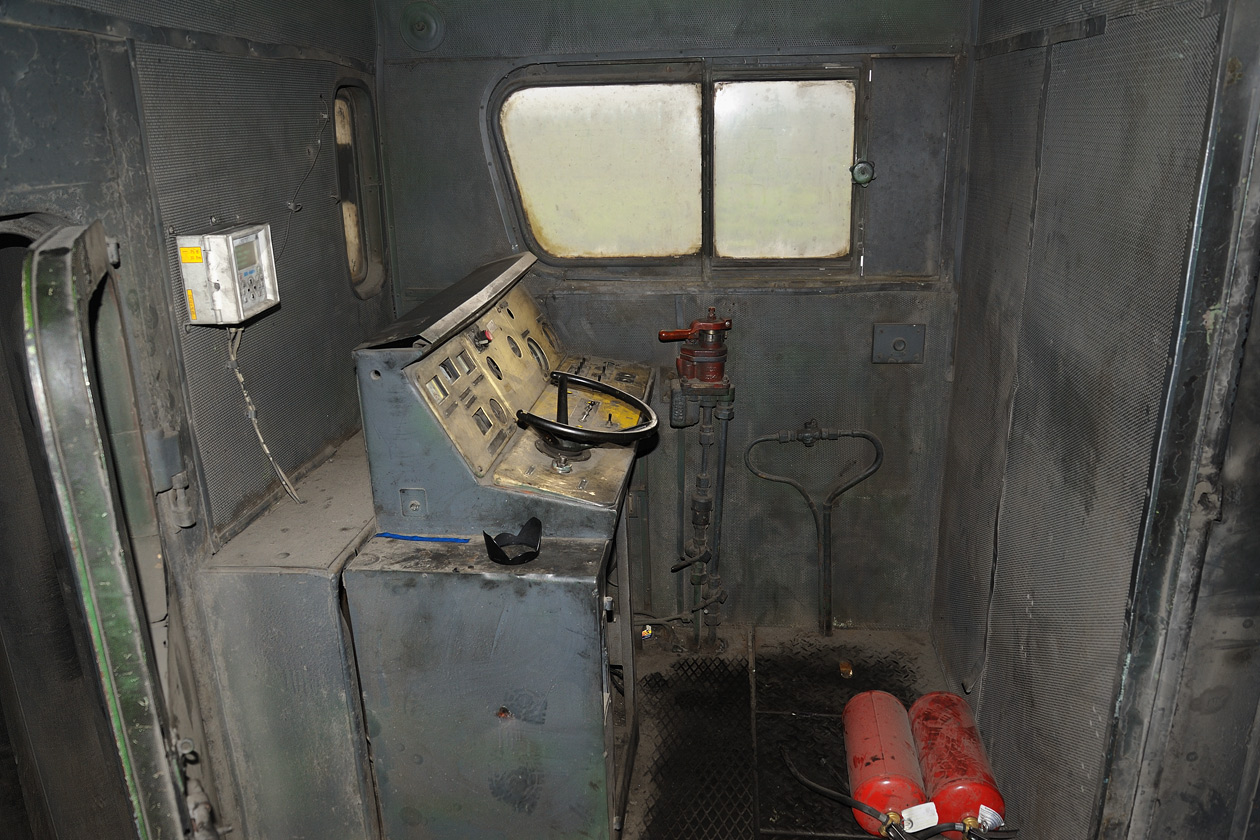
Кабина средней секции 3ТЭ10МК

### 2ТЭ10Г

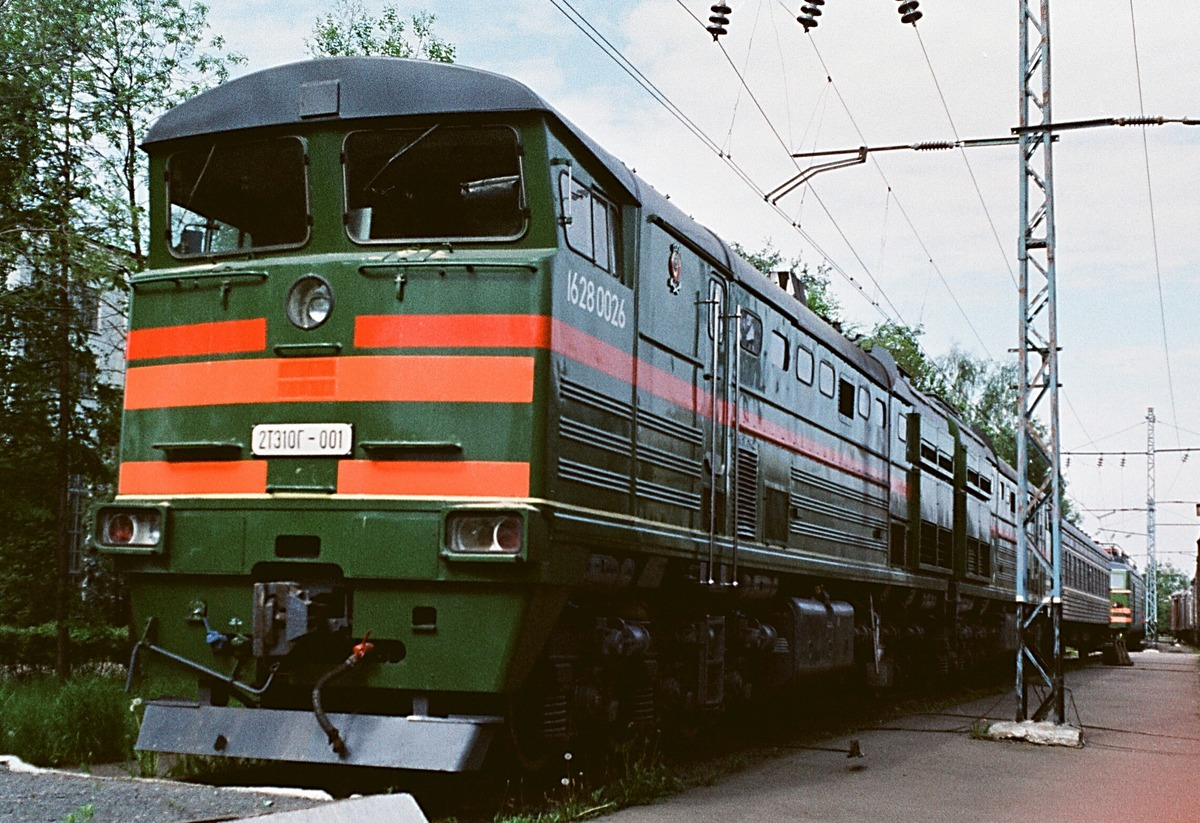
2ТЭ10Г-001 без средней секции

В 1988 году Ворошиловградский завод построил два опытных газодизельных тепловоза, получивших обозначение 2ТЭ10Г. Тепловозы могли работать как на дизельном топливе, так и на сжиженном природном газе, и являлись фактически первыми в мире магистральными тепловозами заводской постройки, работавшими на природном газе (до них таковыми был опытный ТЭ4, работавший на генераторном газе).
Газотепловозы имели три секции, средняя из которых использовалась для хранения запаса газа в криогенном состоянии (при температуре −162 °C). Головные секции строились на базе 2ТЭ10М с доработками, обеспечивающими безопасность эксплуатации тепловоза на газе. Тяговые характеристики тепловоза практически идентичны тепловозам серии 2ТЭ10М.

### 2ТЭ10У, 3ТЭ10У, 2ТЭ10УТ, 2ТЭ10УП

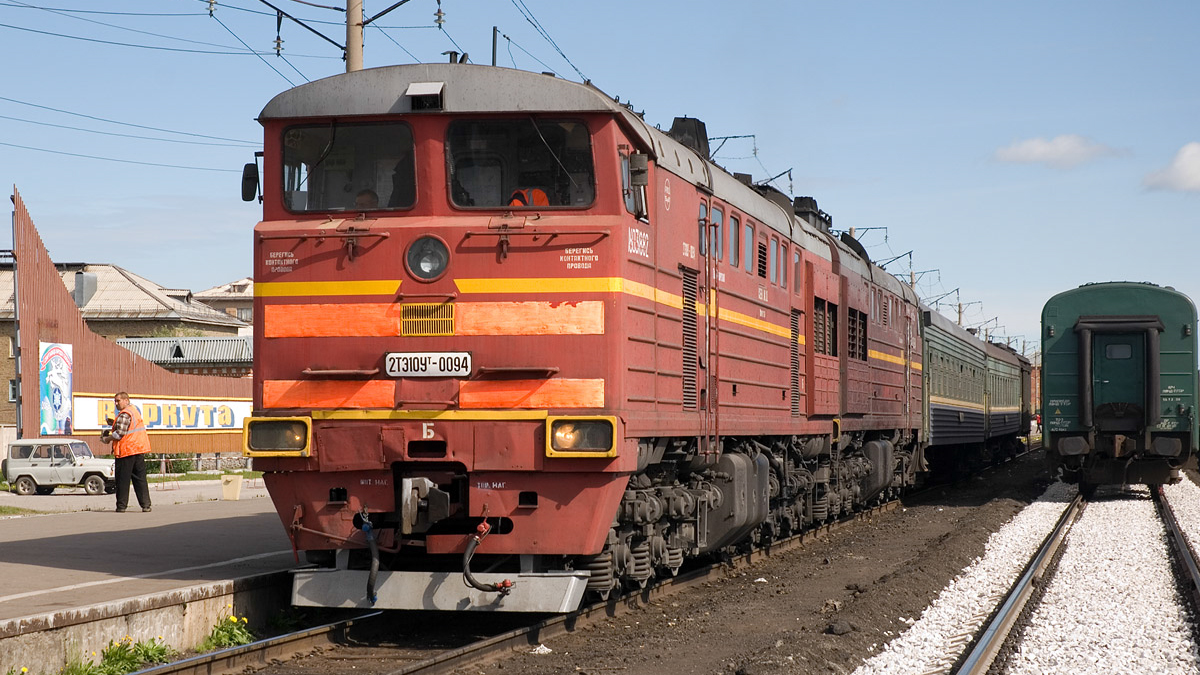
2ТЭ10УТ-0094 на станции Воркута

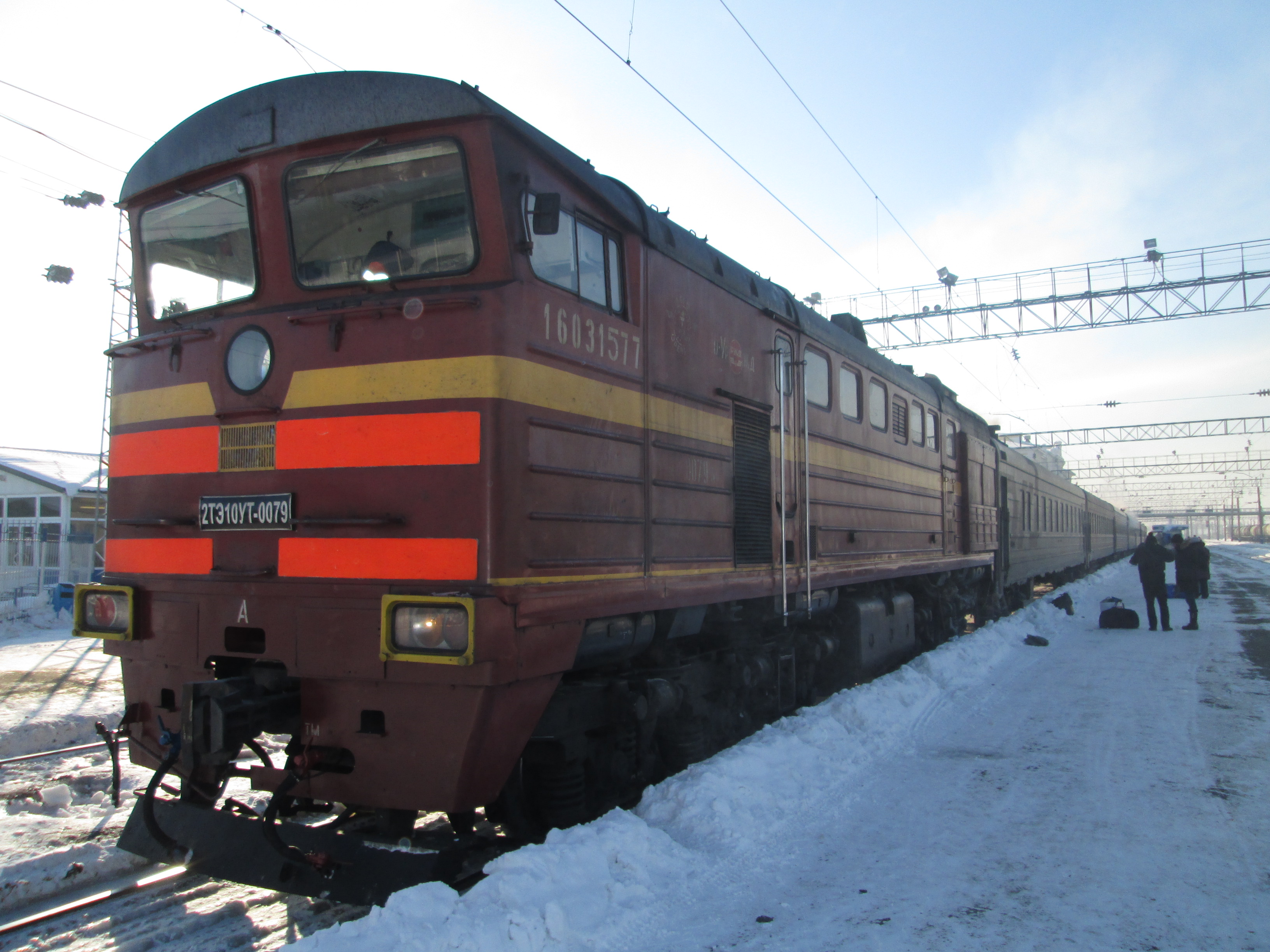
Работа 2ТЭ10УТ-0079 без второй секции, станция Оренбург

Заключительным типом серии тепловозов 2ТЭ10 стал 2ТЭ10У. Основным направлением в развитии конструкции тепловоза 2ТЭ10У были электрические цепи, однако изменения затронули и дизель. На 2ТЭ10У устанавливался дизель 10Д100М2, отличавшийся от дизеля 10Д100 следующими особенностями:
- снижением частоты оборотов в холостом режиме до 270 об/мин;
- применением регулятора с корректором пуска, регулировкой мощности на 6 позиции контроллера;
- применением двухрежимных форсунок, которые позволяют отказаться от вентилей ВП6 и ВП9 отключения части топливных насосов при работе дизеля в режиме холостого хода;
- встроенными топливоподкачивающими насосами с приводом от коленвала дизеля (наряду с основным топливоподкачивающим насосом с приводом от электродвигателя).

Также 2ТЭ10У отличается окнами дизельного помещения, унифицированными с 2ТЭ116, изменённой конструкцией холодильника (по типу 2ТЭ10С), на большинстве машин изменена конструкция приборных панелей пульта машиниста. Вентилятор охлаждения главного генератора, на более ранних тепловозах установленный под крышей, на 2ТЭ10У занял место возле переднего распределительного редуктора — внизу, его воздухозаборные жалюзи на правом борту кузова также опущены вниз.
Существуют трёхсекционная — 3ТЭ10У — и грузо-пассажирская — 2ТЭ10УТ — модификации тепловоза. Тепловозы 2ТЭ10УТ оснащены редукторами, обеспечивающими конструкционную скорость 120 км/ч, и электропневматическим тормозом. Наличие электропневматического тормоза за счёт одновременного нажатия тормозных колодок по всей длине поезда позволяет тепловозу 2ТЭ10УТ, в отличие от более ранних модификаций тепловозов серии ТЭ10, производить процесс торможения пассажирского поезда более плавно и делает его более легкоуправляемым. Тем не менее, ЭПТ оборудованы многие другие тепловозы 2ТЭ10, работающие в пассажирском движении, но это не даёт им серию 2ТЭ10УТ, основное отличие которой — в редукторах, что делает тепловоз менее приспособленным для вождения грузовых поездов: например, на участке Шевченко — Помошная ОДС ЖД весовая норма для 2ТЭ10У — 4200 т, тогда как для 2ТЭ10УТ — всего 3800 т. Первые серийные 2ТЭ10УТ поступали в ТЧ-24 Воркута СЕВ ЖД на участке Воркута — Сосногорск, сейчас 2ТЭ10УТ-0001 работает в ТЧ Оренбург.
Всего за период с 1989 по 1997 и мелкими сериями до 2007 было выпущено 549 тепловозов серии 2ТЭ10У, 99 2ТЭ10УТ (в 1997 году был выпущен 2ТЭ10УТ-0100) и 79 3ТЭ10У. В 1991 году была выпущена промышленная модификация тепловоза под названием 2ТЭ10УП. По неточным сведениям всего построено один или два подобных локомотива.
Как и 2ТЭ10М, тепловозы серии «У» модернизировались и оснащались дизелями 5Д49 и переделывались в трёхсекционные с присвоением аналогичных индексов — 2ТЭ10УТК, 3ТЭ10УКО и так далее.

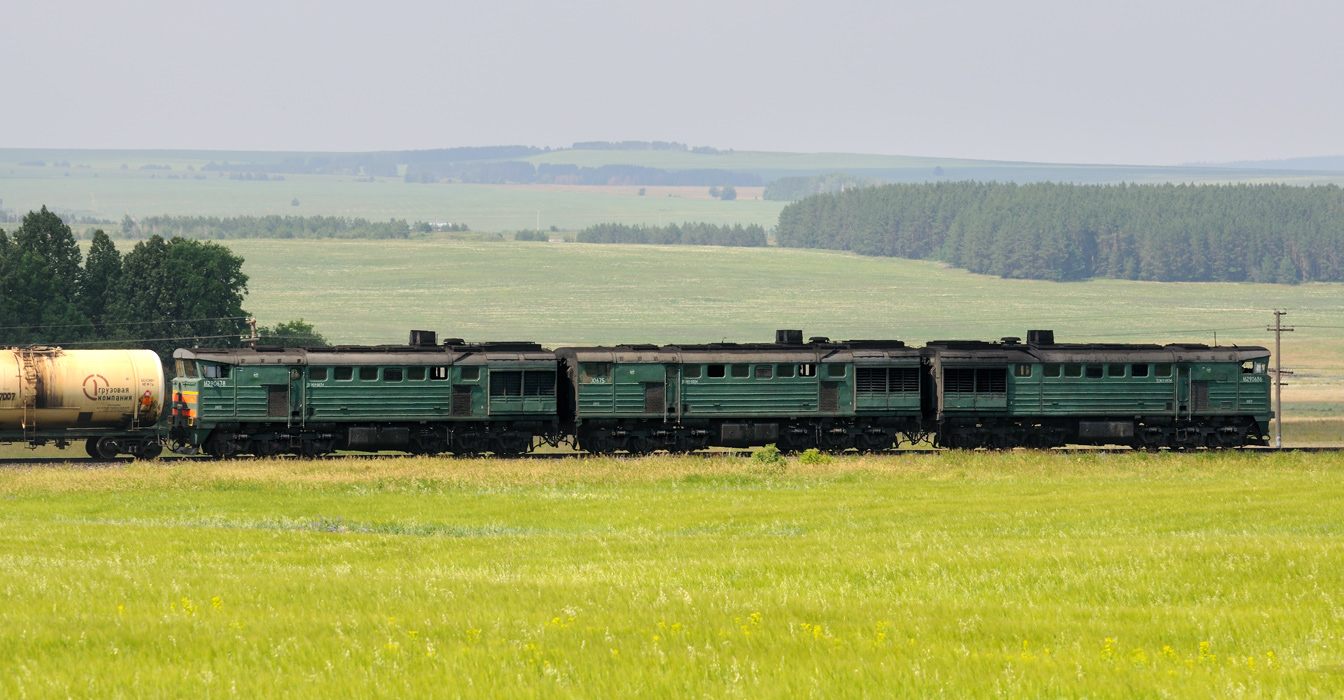
3ТЭ10У на линии Бугульма — Агрыз, Татарстан

## Технические характеристики некоторых модификаций
| Тепловозы                                           | 2ТЭ10Л                                                             | 2ТЭ10М                         | 2ТЭ10У                         |
| --------------------------------------------------- | ------------------------------------------------------------------ | ------------------------------ | ------------------------------ |
| Род службы                                          | Грузовой                                                           | Грузовой                       | Грузовой                       |
| Годы выпуска                                        | 1961—1977                                                          | 1981—н. в.                     | 1989—н. в.                     |
| Дизель                                              | 10Д100 {\displaystyle (10{\text{ДН}}{\frac {20,7}{2\times 25,4}})} | 10Д100/10Д100М1A               | 10Д100М2                       |
| Максимальная мощность дизелей, л.с.                 | 2×3000                                                             | 2×3000                         | 2×3000                         |
| Тип передачи                                        | Электрическая постоянного тока                                     | Электрическая постоянного тока | Электрическая постоянного тока |
| Сцепной вес, т                                      | 256—260                                                            | 276                            | 276                            |
| Конструкционная скорость, км/ч                      | 100                                                                | 100                            | 100                            |
| Подвешивание ТЭД                                    | Опорно-осевое                                                      | Опорно-осевое                  | Опорно-осевое                  |
| Расчетная скорость, км/час                          | 24                                                                 | 23,4                           | 23,5                           |
| Сила тяги длительного режима, кгс                   | 52 000                                                             | 49 920                         | 52 000                         |
| Касательная мощность продолжительного режима, л. с. | 4500                                                               | 4600                           | 4500                           |

## Конструкция тепловозов Харьковского завода

### Механическая часть
Одним из новшеств в советском локомотивостроении стал кузов несущей конструкции, применявшийся до этого момента лишь на чехословацких электровозах ЧС1 и рижских электропоездах ЭР1.
Кузов тепловоза опирался на две трёхосные тележки, унифицированные с тележками тепловозов серии ТЭ3.

### Силовая часть
Дизель 9Д100 имел мощность 3000 л. с. и массу с поддизельной рамой 22 350 кг.
Впервые в отечественном тепловозостроении была применена принципиально новая система автоматического регулирования возбуждения тягового генератора с амплистатом, точно обеспечивающая заданную зависимость напряжения генератора от его тока и позволяющая более полно использовать мощность дизеля, что было невозможно ранее.
На тепловозе были установлены шесть новых тяговых электродвигателей ЭДТ-340А, спроектированных и изготовленных заводом «Электротяжмаш» для газотурбовоза Г1-01. Номинальная мощность двигателя при работе на тепловозе — 307 кВт, масса — 2800 кг. ТЭД имеют опорно-осевое подвешивание; передаточное число редуктора — 68:15.
В процессе выпуска в конструкцию вносились отдельные изменения, направленные на улучшение работы и снижение веса тепловоза. В частности, помимо ТЭД ЭДТ-340А применялись ЭДТ-340Г и ЭД-104 (последний — с одновременным изменением передаточного отношения на 69:14). После этих и ряда других относительно крупных изменений служебная масса тепловоза составила 129 т с увеличением запасов топлива (до 6500 кг) и песка (до 950 кг).

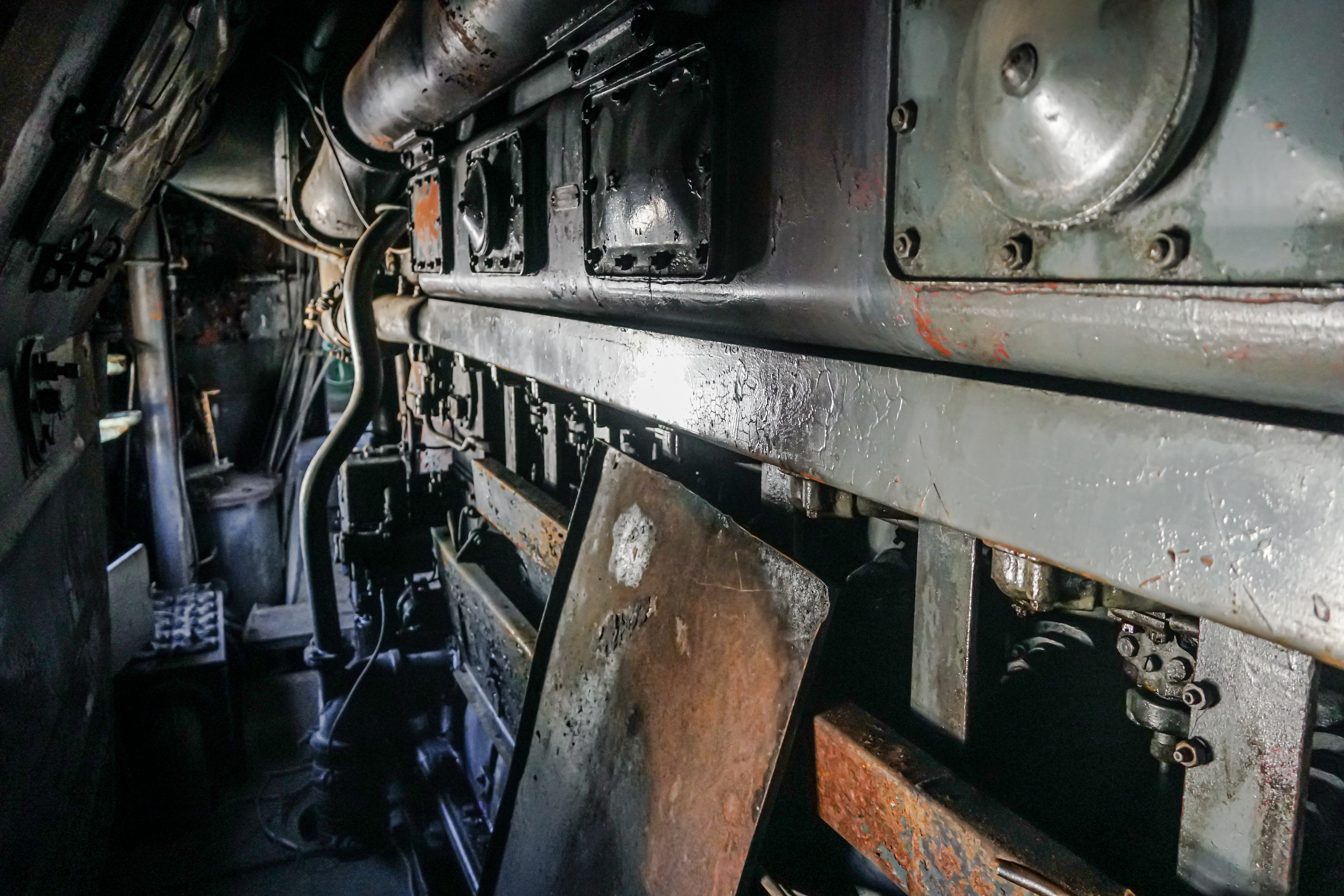
Дизельный двигатель
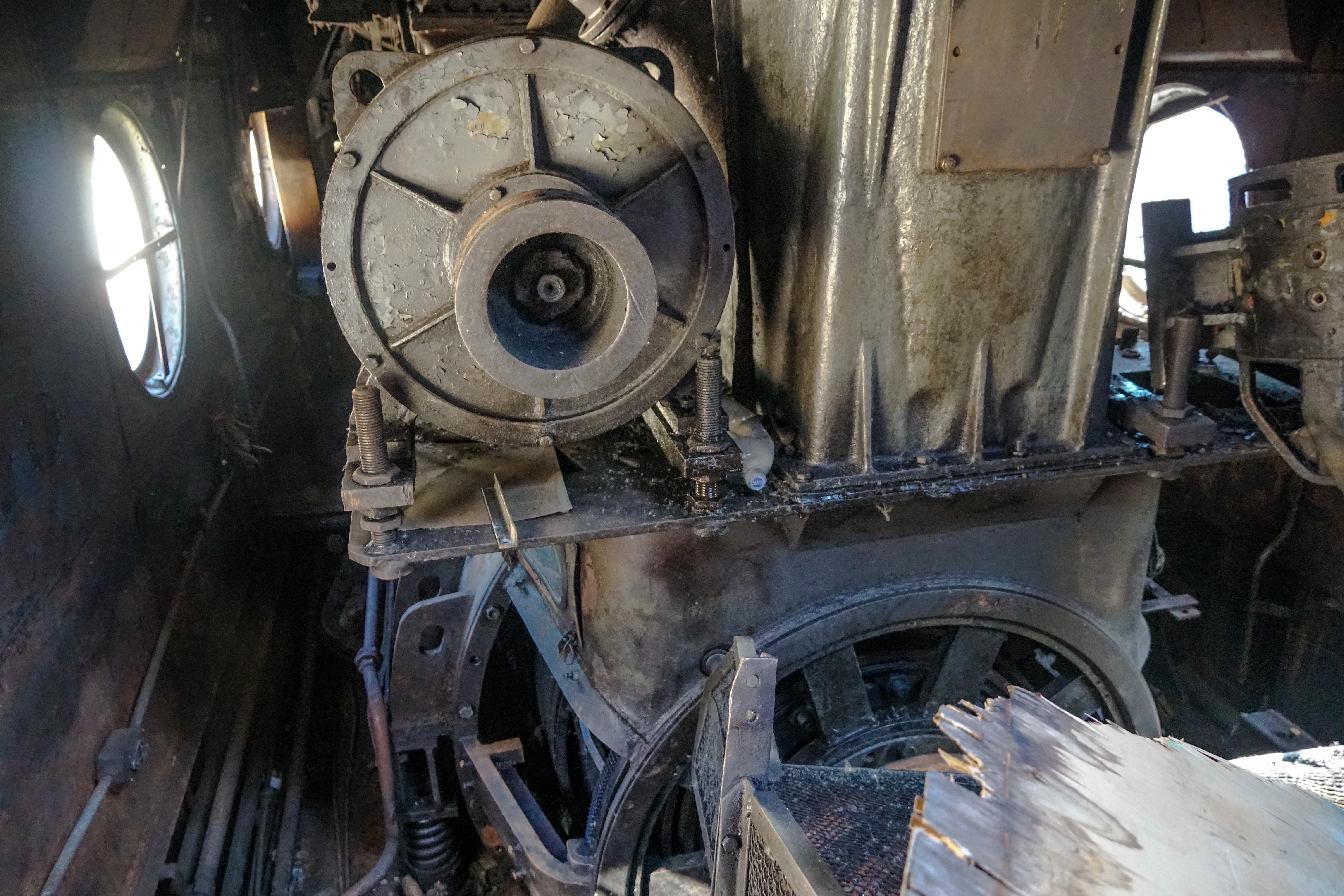
Тяговый генератор
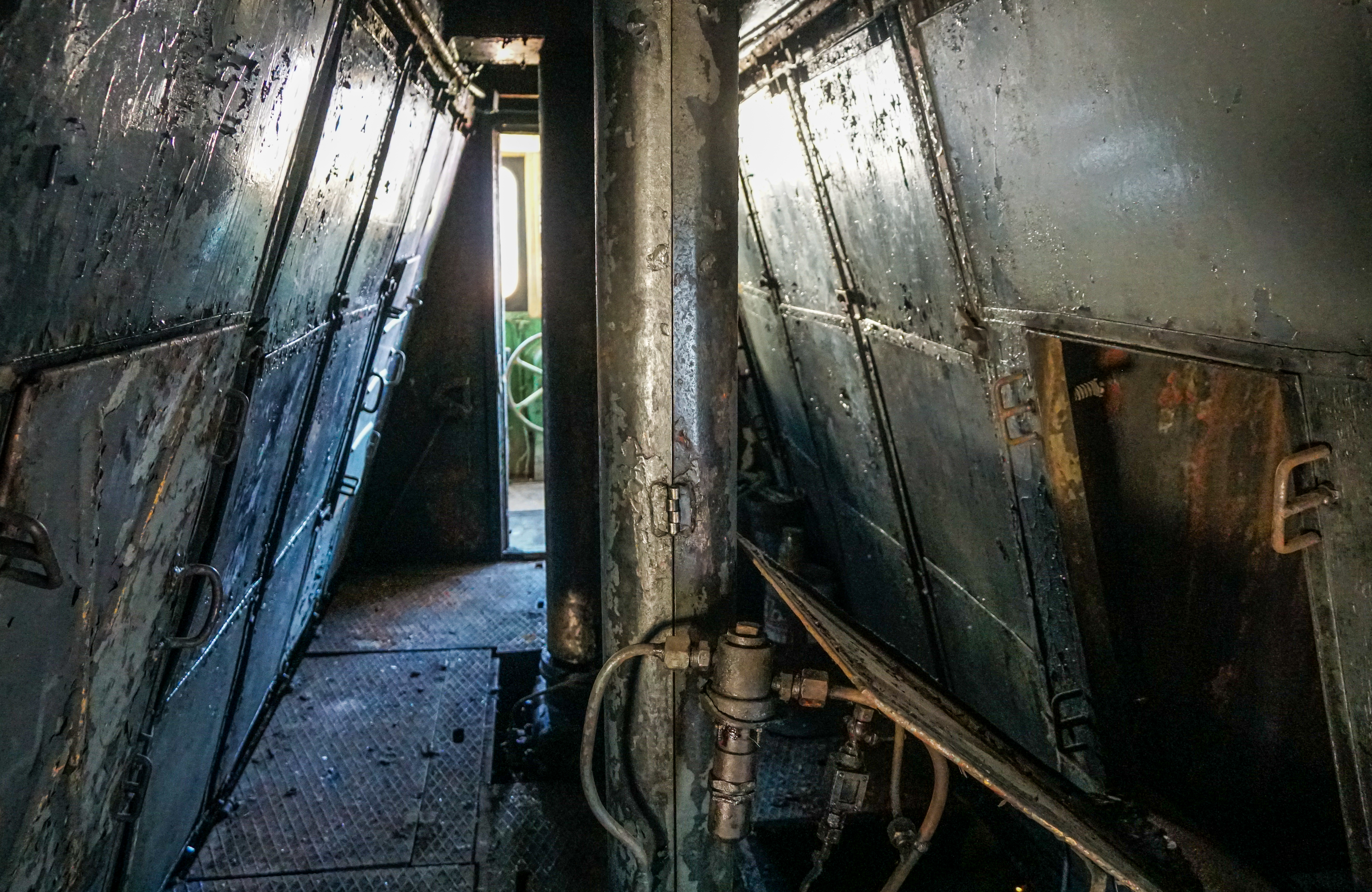
Холодильная камера и привод вентилятора холодильника

### Интерьер

#### Кабина машиниста
Кабина машиниста была рассчитана на управление тепловозом локомотивной бригадой из двух человек. Управление тепловозом осуществлялось с помощью контроллера машиниста КМ-1501, главная рукоятка которого имеет нулевую и пятнадцать рабочих позиций.

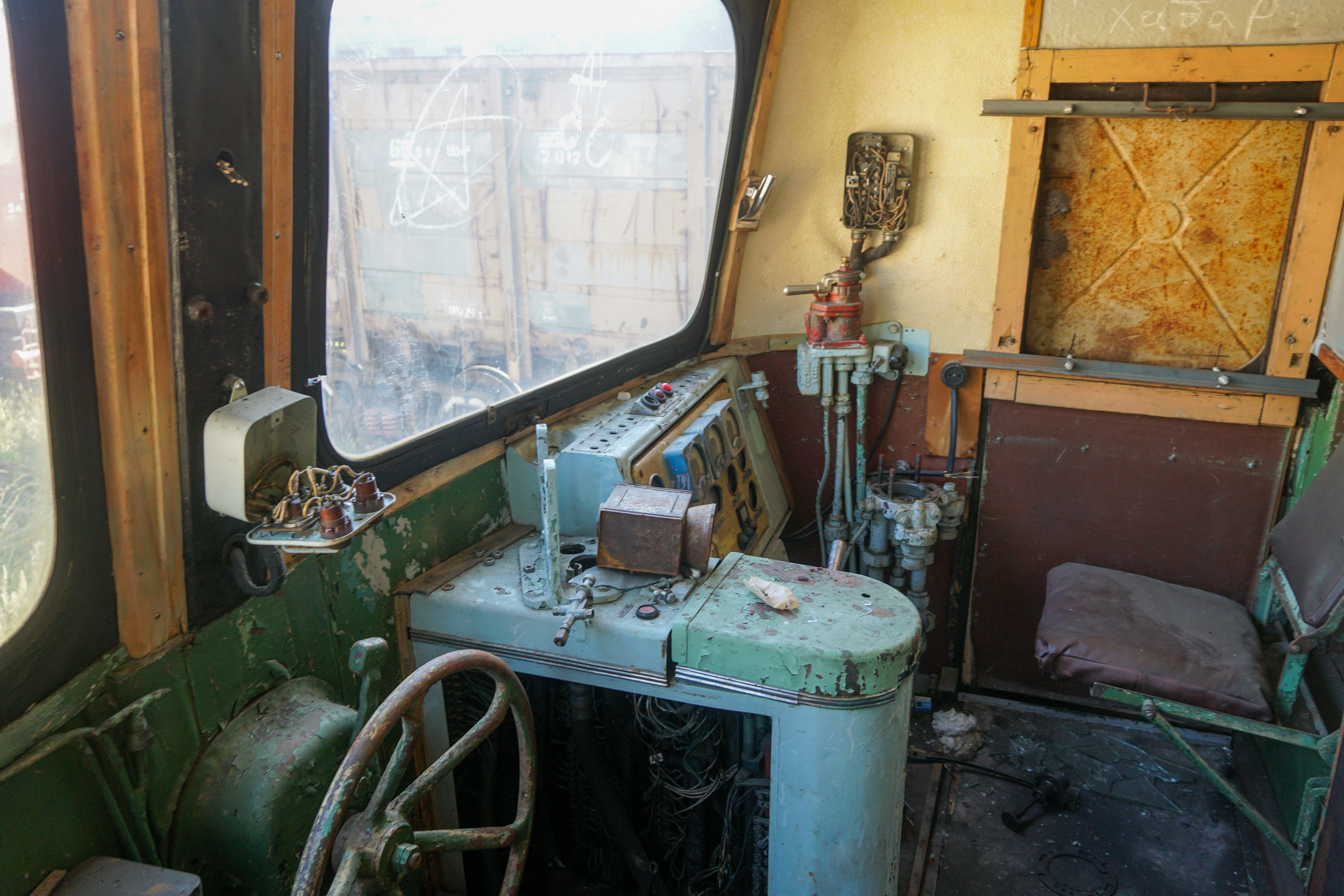
Общий вид кабины
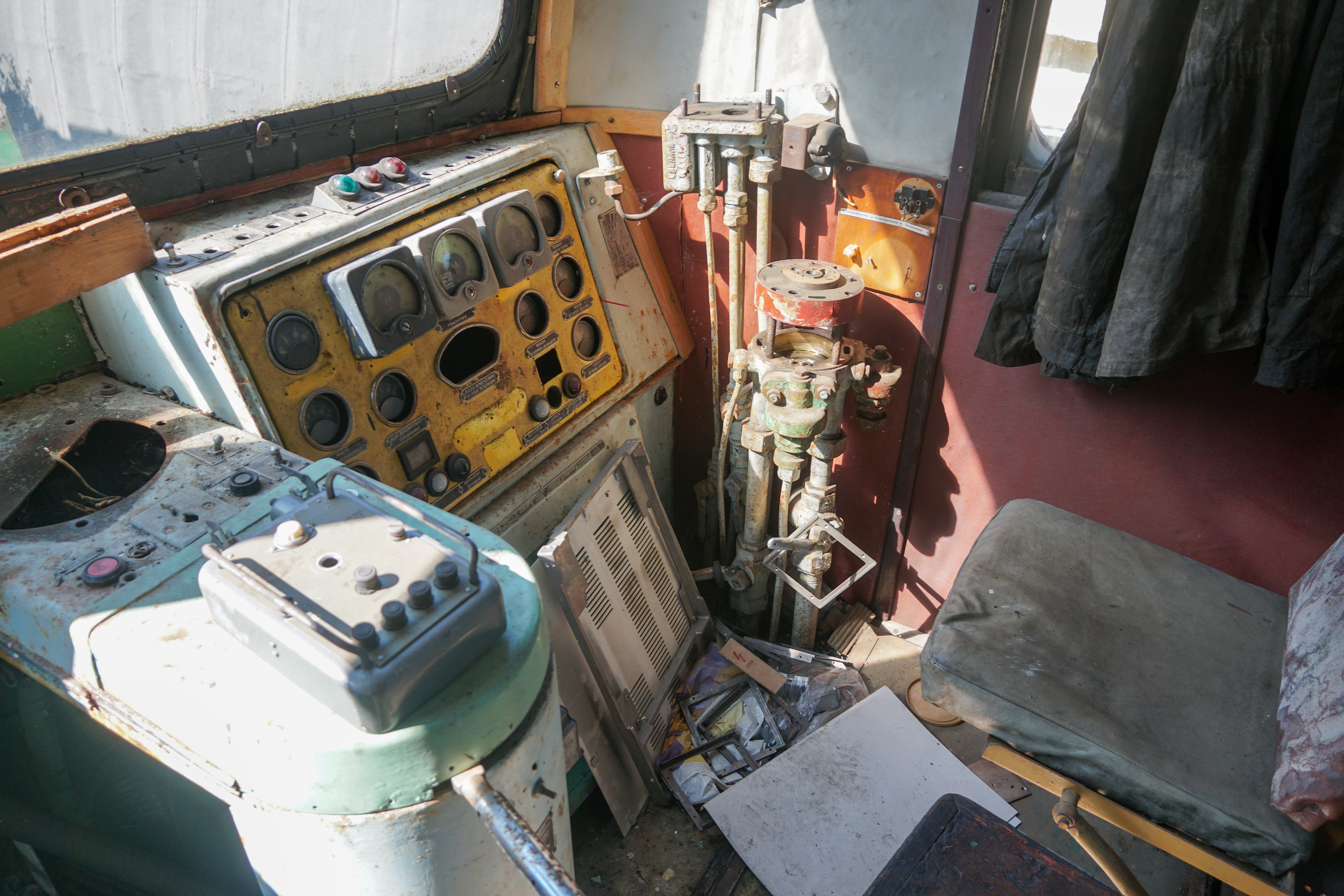
Контроллер и пульт управления
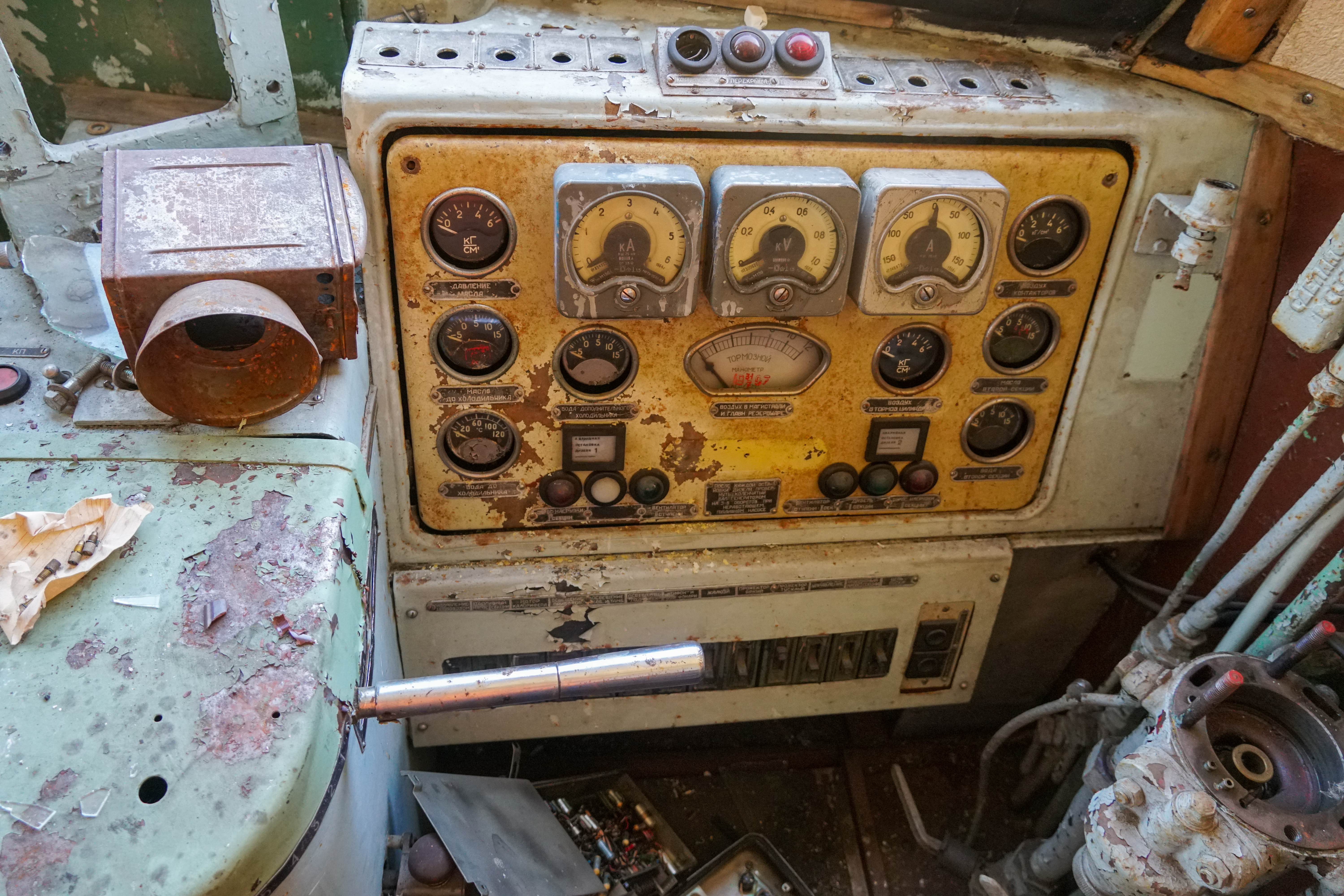
Пульт управления

## Эксплуатация

### ТЭ10
Тепловозы этой серии вначале работали на Куйбышевской железной дороге, а затем на Северо-Кавказской. На 1 января 1976 года все локомотивы этой серии кроме одного находились на Южной дороге, работая преимущественно на манёврах. Исключение тепловозов серии ТЭ10 из инвентаря в основном происходило в 1980-х годах. В 1990 году было списано всего три тепловоза ТЭ10.
Машинисты и работники депо называли локомотивы серии ТЭ10 «червонцы», «десятки» и «фантомасы».

### 2ТЭ10
Первые 5 локомотивов серии работали до 1964 года в депо Кандалакша Октябрьской железной дороги, заслужив положительные отзывы персонала, отмечавшего, что новые 2ТЭ10 имели одинаковую мощность по сравнению с трёхсекционными тепловозами серии 3ТЭ3, но были значительно удобнее в эксплуатации.
Остальные локомотивы серии, а позднее и первые пять, работали на Южной дороге. Списание тепловозов этой серии в основном происходило в 1980-х годах и к 1990 году в инвентарном парке МПС числился лишь один локомотив серии 2ТЭ10 — 2ТЭ10-008.

### ТЭП10
Первоначально тепловозы ТЭП10 эксплуатировались на Октябрьской железной дороге, однако в дальнейшем их заменили более современные ТЭП60.
На 1 января 1976 года ТЭП10 эксплуатировались на Горьковской, Приволжской, Среднеазиатской и Южной железных дорогах.
Списание тепловозов происходило в 1980-х — начале 1990-х годов.